# Éperviers de Sorel-Tracy

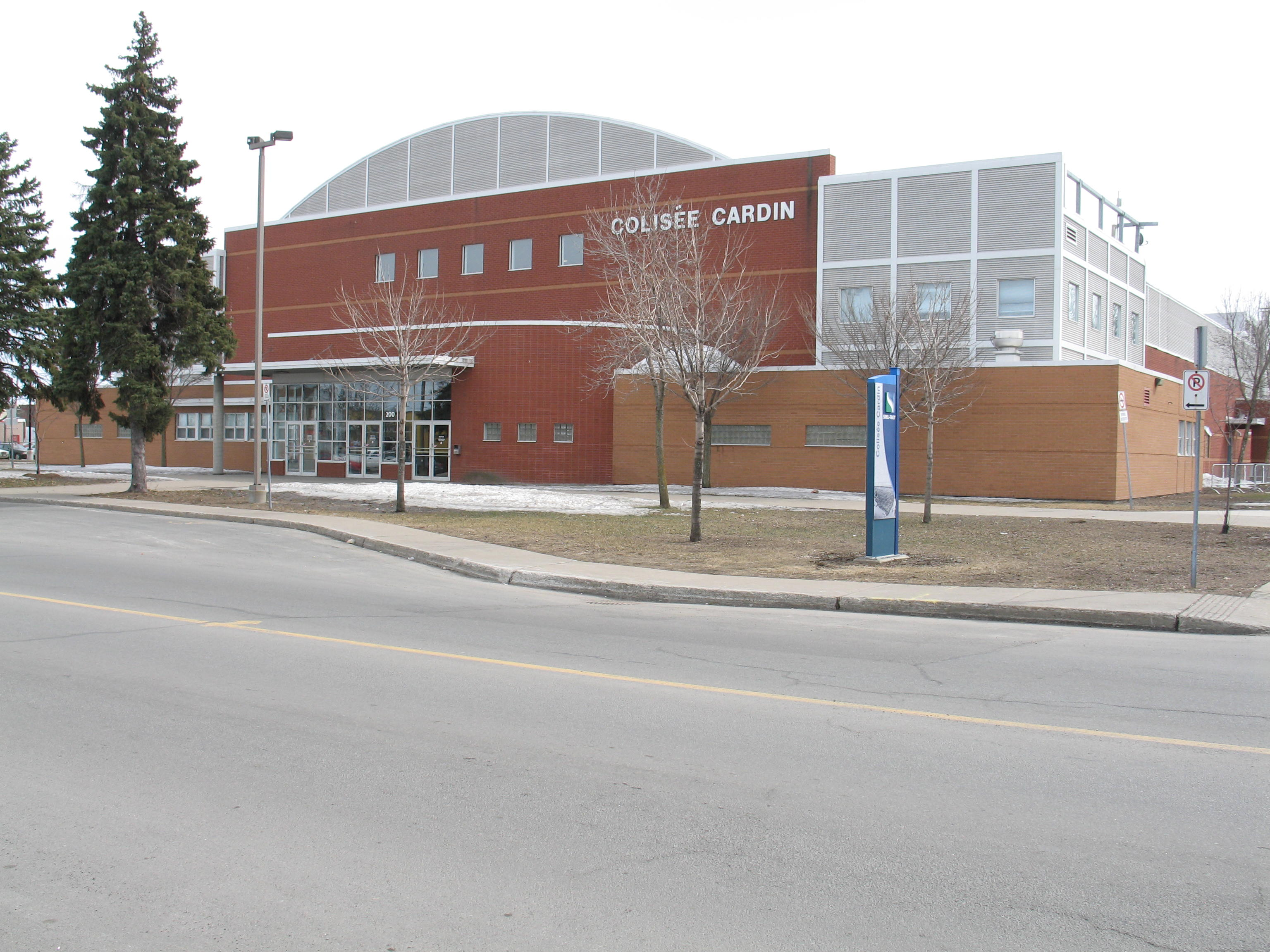
A csapat jégcsarnoka, a Colisée Cardin

Marquis de Jonquière egy kanadai jégkorongcsapat a québeci Sorel-Tracyból. A csapat a Ligue nord-américaine de hockey (LNAH) bajnokságban játszik az 1996-07-es szezontól kezdve.

## Története
Az Éperviers de Sorel-Tracy jogelődje a Blizzard de Saint-Gabriel volt. 2013-ban kapta a klub a jelenleg használt nevét, az Éperviers de Sorel-Tracy név az 1969 és 1977, illetve 1979 és 1981 között a városban Éperviers de Sorel néven a Ligue de hockey junior majeur du Québec bajnokságban játszó csapat után kapta.

## Statisztikák
| Főszezon | Főszezon | Főszezon | Főszezon | Főszezon | Főszezon | Főszezon | Főszezon | Főszezon | Rájátszás                                     | Rájátszás                                   | Rájátszás                                 | Rájátszás                                    |
| Szezon   | LM       | GY       | GY. H.   | V. H.    | V        | G        | P        | Helyezés | Nyolcaddöntő                                  | Negyeddöntő                                 | Elődöntő                                  | Döntő                                        |
| -------- | -------- | -------- | -------- | -------- | -------- | -------- | -------- | -------- | --------------------------------------------- | ------------------------------------------- | ----------------------------------------- | -------------------------------------------- |
| 2022–23  | 36       | 12       | 6        | 2        | 16       | 120-122  | 38       | 5.       | -                                             | Vereség Cool FM 103,5 ellen (1-4)           | -                                         | -                                            |
| 2023–24  | 36       | 8        | 6        | 8        | 14       | 102-130  | 36       | 6.       | Vereség a Les Pétroliers de Laval ellen (2-3) | -                                           | -                                         | -                                            |
| 2024–25  | 36       | 14       | 7        | 5        | 10       | 127:110  | 47       | 2.       | -                                             | Győzelem a Marquis de Jonquière ellen (4-3) | Győzelem a National de Québec ellen (4-0) | Győzelem a 3L de Rivière-du-Loup ellen (4-2) |